# De Opstapper

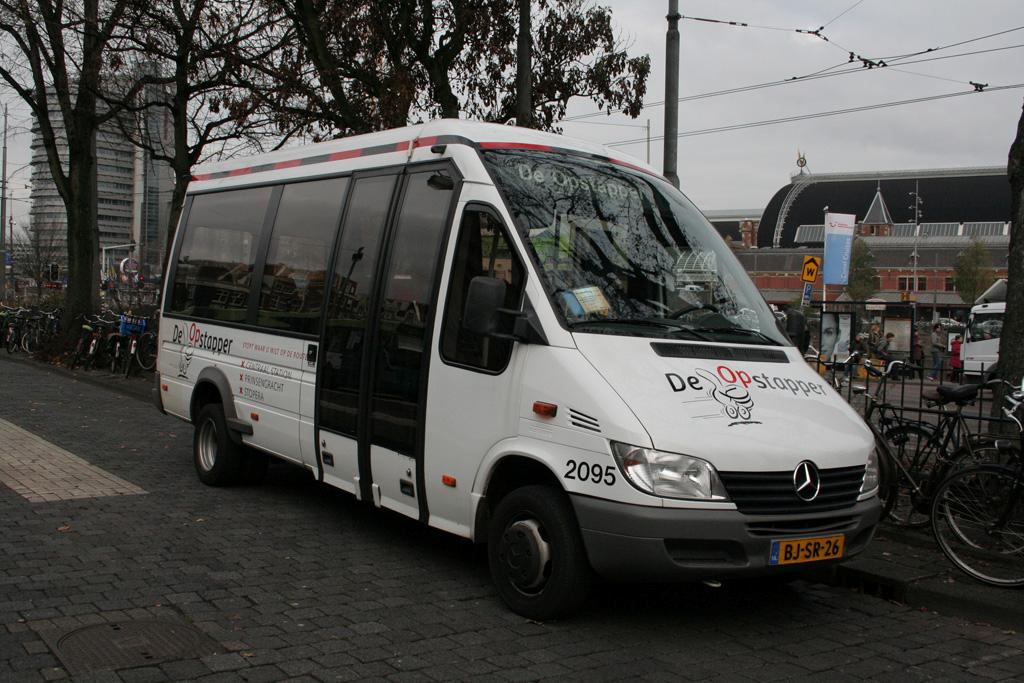
Een busje van De Opstapper in Amsterdam

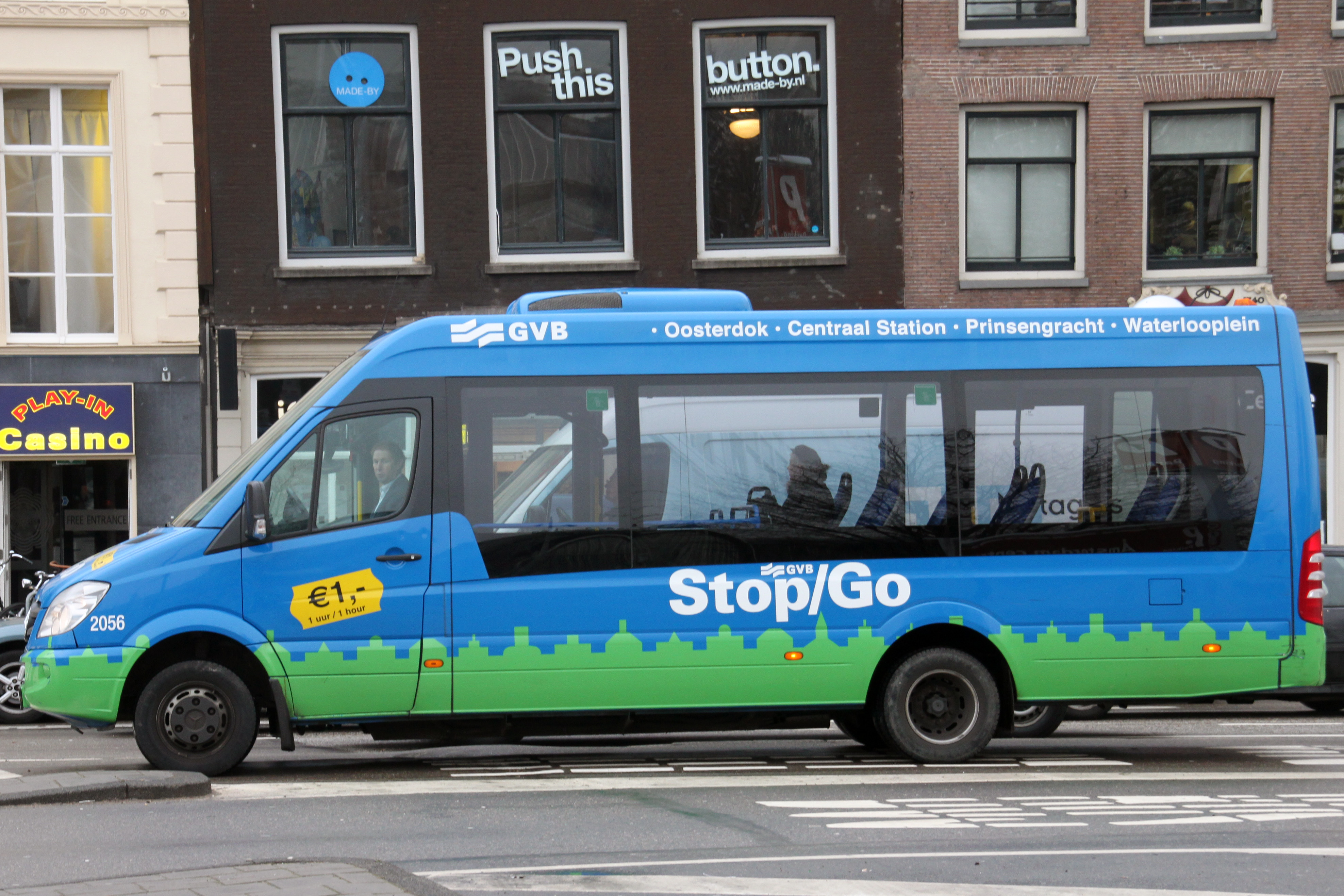
Een 'Stop/Go'-busje, met daarop de routeaanduiding (2010)

De Opstapper was een bijzondere vorm van openbaar vervoer in Amsterdam die van februari 2001 tot en met eind 2010 werd geëxploiteerd door het Gemeentevervoerbedrijf Amsterdam (GVB).
Het betrof een klein busje dat aanvankelijk maandag tot en met zaterdag elke 10 minuten, later elke 12 minuten, van het Centraal Station via de Prinsengracht in beide richtingen naar het Waterlooplein bij de Stopera reed. Op het busje was het normale tarief van toepassing. Met uitzondering van het begin- en eindpunt kende het geen vaste haltes maar kon men het busje met handopsteken aanhouden. Dit is vergelijkbaar met de Dolmus in Turkije.
Het busje kwam mede tot stand naar aanleiding van een motie van het PvdA-raadslid Auke Bijlsma. Hiermee kreeg de Jordaan eindelijk een eigen openbaar-vervoerverbinding.
In 2008 werd De Opstapper omgedoopt in 'Stop/Go' en verlengd naar de nieuwe Openbare Bibliotheek (OBA) aan de Oosterdokskade. Voortaan werd ook op zondag gereden.
Elk jaar stond het voortbestaan van het busje bij de begrotingsbehandeling weer onder druk, gezien de hoge kosten van de subsidie voor de gemeente. Eind 2010 werd duidelijk dat de gemeente geen subsidie meer wilde verlenen en daarmee reed de 'Stop/Go' eind 2010 voor het laatst.
Op 14 oktober 2011 is door een particulier de 'Stop/Go' nieuw leven ingeblazen en met een eenmalige subsidie van het stadsdeel Centrum reed het busje weer, nu onder de naam Amsterdam City Circle Line, echter slechts in één richting van het Centraal Station over de Prinsengracht naar de Stopera en vandaar via de Nieuwmarkt naar de Bibliotheek. Er werd slechts overdag om de 30 minuten gereden tegen een speciaal tarief. Na korte tijd ging de 'Amsterdam City Circle Line' alweer ter ziele omdat het stadsdeel geen nieuwe subsidie gaf en de lijn niet levensvatbaar bleek.